# Гонсалес, Нандо
Фернандо Гонсалес Валенсиага, также известный как Нандо (исп. Fernando González Valenciaga; 1 февраля 1921, Гечо, Страна Басков — 3 января 1988, Бильбао, Страна Басков), — испанский футболист, игравший на позиции полузащитника, известен выступлениями за клубы «Атлетик Бильбао» и «Расинг», а также национальную сборную Испании. По завершении карьеры игрока — футбольный тренер.
Чемпион Испании. Четырёхкратный обладатель Кубка Испании. Участник чемпионата мира 1950 года, был в заявке, но на поле не выходил.

## Клубная карьера
Во взрослом футболе дебютировал в конце 1930-х годов выступлениями за команду «Депортиво Гечо».
В течение 1940—1941 годов защищал цвета басского футбольного клуба «Индаучу».
Своей игрой привлёк внимание представителей тренерского штаба клуба «Атлетик Бильбао», к составу которого присоединился в 1941 году. Сыграл за клуб из Бильбао следующие одиннадцать сезонов своей игровой карьеры. За это время завоевал титул чемпиона Испании.
В 1952 году перешёл в клуб «Расинг», за который отыграл 2 сезона. Завершил профессиональную карьеру футболиста выступлениями за этот клуба в 1954 году.

## Выступления за сборную
В 1947 году дебютировал в официальных матчах в составе национальной сборной Испании. В течение карьеры в национальной команде провёл в её форме 8 матчей.
Присутствовал в заявке сборной на чемпионате мира 1950 года в Бразилии, но на поле не выходил.
Умер 3 января 1988 года на 67-м году жизни в городе Бильбао.

## Карьера тренера
Ещё выступая на поле в составе «Расинга» в 1952 году на некоторое время стал играющим тренером команды. В этом же году передал пост Хуану Очоантесана. Второй раз возглавил клуб в 1955 году уже после завершения карьеры игрока, руководил командой больше года.

## Титулы и достижения
- Чемпион Испании (1):

«Атлетик Бильбао» : 1942-1943
- Обладатель Кубка Испании (4):

«Атлетик Бильбао» : 1943, 1944, 1945, 1950
- Обладатель Кубка Эвы Дуарте (1):

«Атлетик Бильбао» : 1950